# Syngrapha transbaikalensis
Syngrapha transbaikalensis är en fjärilsart som beskrevs av Otto Staudinger 1892. Syngrapha transbaikalensis ingår i släktet Syngrapha och familjen nattflyn. Inga underarter finns listade i Catalogue of Life.